# نمک‌دان و فلفل‌دان

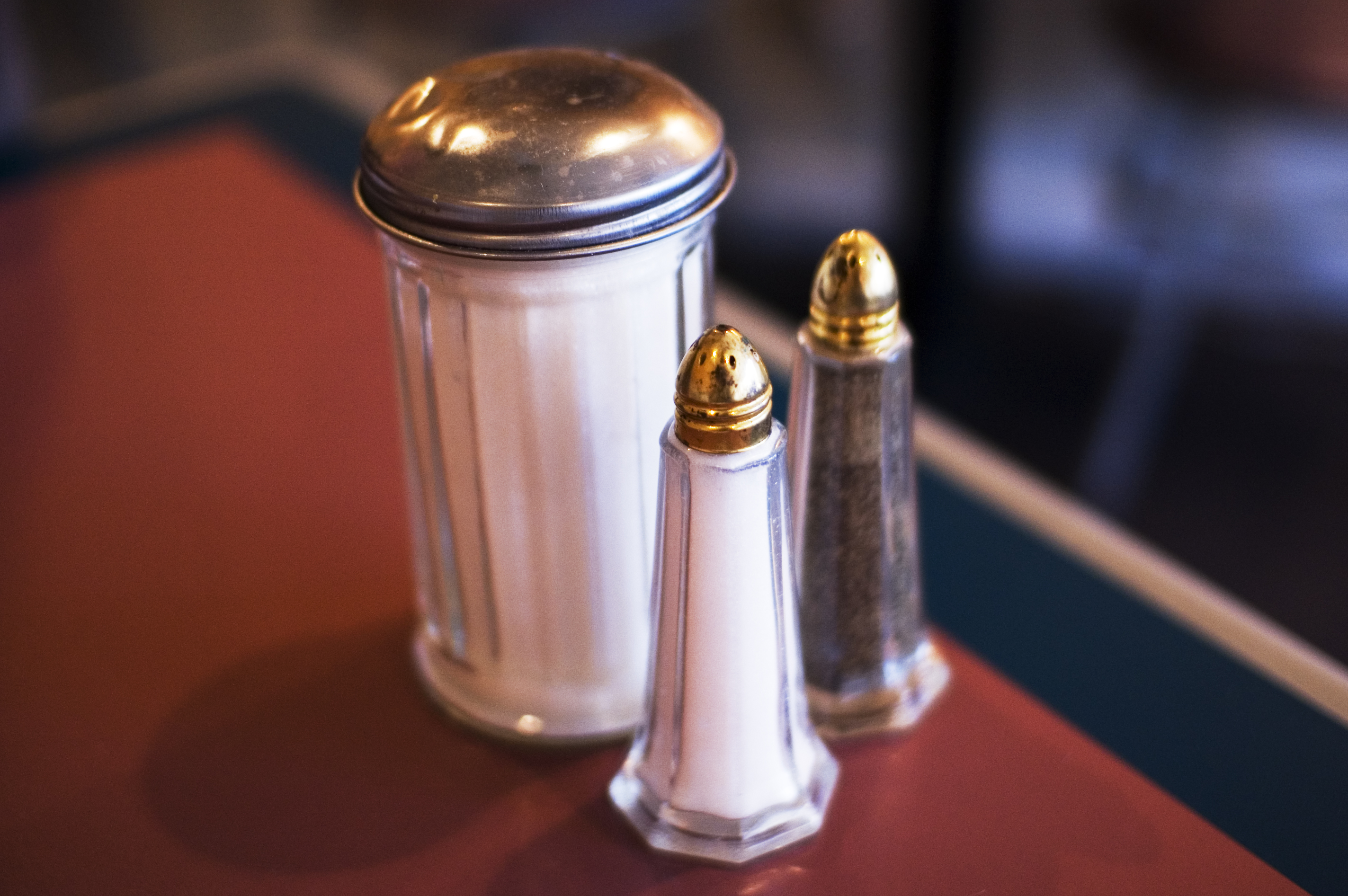
نمک‌دان، فلفل‌دان و شکرپاش

نمک‌دان و فلفل‌دان ظروفی هستند که در آن نمک خوراکی و فلفل سیاه کوبیده ریخته و از سوراخ‌های آن‌ها، بر غذا نمک و فلفل می‌پاشند. در فارسی نمک‌پاش نیز گفته می‌شود.
نمک‌دان‌ها از مواد گوناگونی مانند پلاستیک، شیشه، فلز، چوب و سرامیک ساخته می‌شوند. تفاوت عمده ظاهری نمک‌دان و فلفل‌دان اغلب فقط در تعداد سوراخ دهانه آن‌ها است.
گاهی در طراحی نمک‌دان‌ها، دیدگاه‌های فرهنگی، نژادی، دوستی و دیگر ارزش‌های فرهنگی در نظر گرفته می‌شود. به همین دلیل، جمع‌آوری نمک‌دان، به شکل مجموعه (کلکسیون) نوعی سرگرمی محسوب می‌شود.